# Aaron Dundon
Pas d'image ? Cliquez ici

a Compétitions nationales et continentales officielles uniquement.

Dernière mise à jour le 20 novembre 2017.
Aaron Dundon, né le 22 mai 1982 à Wellington en Nouvelle-Zélande, est un joueur de rugby à XV. Évoluant comme talonneur au Leinster jusqu'en 2016, il se reconvertit en tant qu'entraîneur.

## Biographie
Aaron Dundon est né le 22 mai 1982 à Wellington. Il arrive à Dublin à 21 ans. Il joue dans deux clubs irlandais, le Seapoint RFC puis le Clontarf FC avant de rejoindre le Leinster en 2010. En 2016, il met fin à sa carrière de joueur, à 34 ans, après six dernières saisons au Leinster, et devient entraîneur des avants du FC Grenoble.
En 2017, il devient entraîneur de la mêlée de l'Ulster.

### Bilan en tant qu'entraîneur
| Saison      | Club        | Division | Poste  | Classement                                    | Coupe d'Europe             | Challenge Européen |
| ----------- | ----------- | -------- | ------ | --------------------------------------------- | -------------------------- | ------------------ |
| 2016 - 2017 | FC Grenoble | Top 14   | Avants | 13e, relégation                               | -                          | Éliminé en poule   |
| 2017 - 2018 | Ulster      | Pro14    | Mêlée  | 4e de la conférence B                         | Éliminé en poule           | -                  |
| 2018 - 2019 | Ulster      | Pro14    | Mêlée  | 2e de la conférence B, éliminé en demi-finale | Éliminé en quart-de-finale | -                  |

## Palmarès

### En tant que joueur
- Vainqueur du Pro12 en 2013 et 2014